# Maria Bujańska

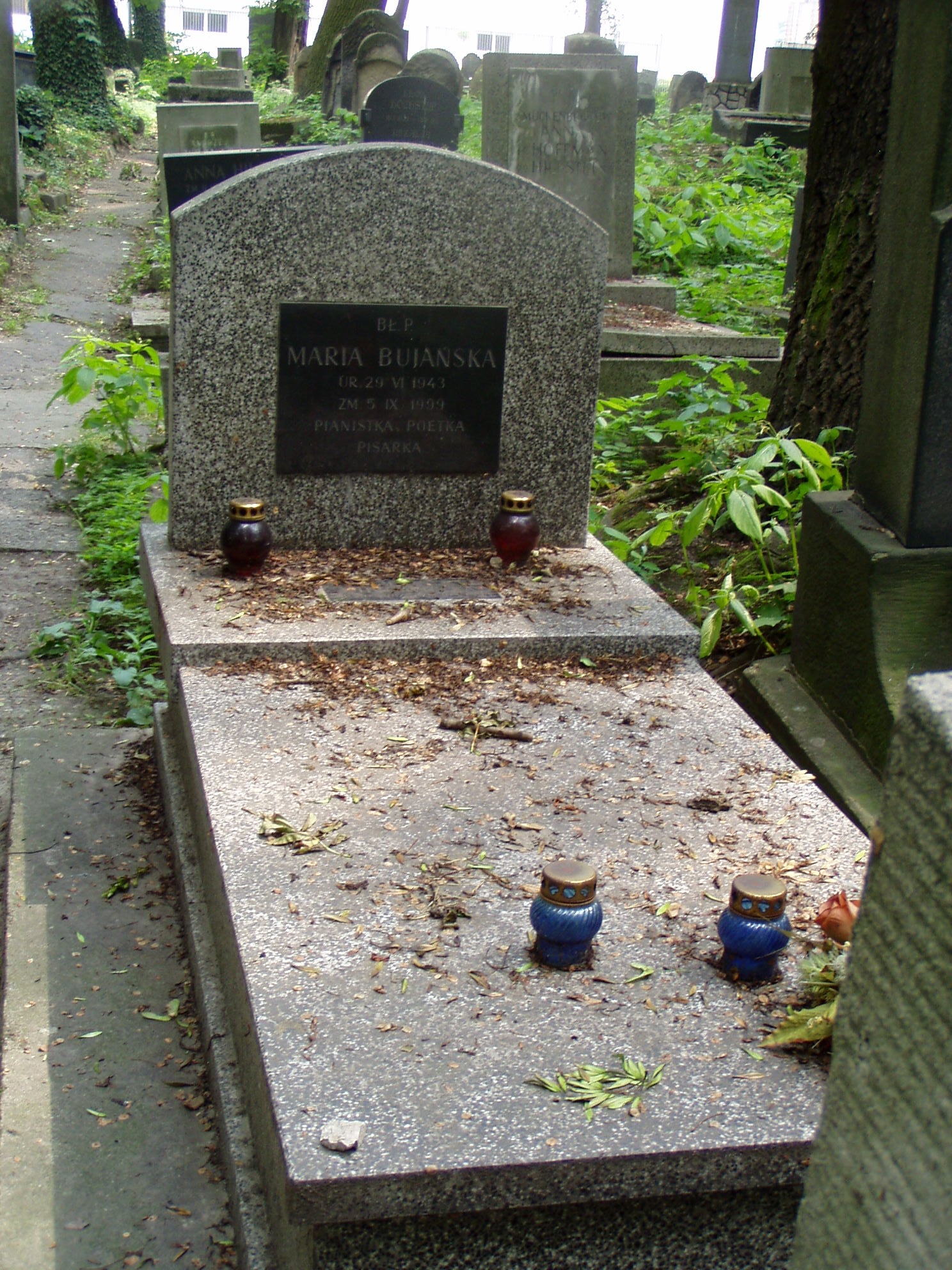
Grób Marii Bujańskiej na nowym cmentarzu żydowskim w Krakowie

Maria Bujańska-Wheeldon (ur. 29 czerwca 1943 w Warszawie, zm. 5 września 1999 w Krakowie) – polska pisarka, poetka i znana pianistka żydowskiego pochodzenia, córka pary aktorów: Jerzego Ronarda Bujańskiego i Celiny Niedźwieckiej-Bujańskiej.
Od wczesnego dzieciństwa mieszkała w Krakowie. Studiowała w Państwowej Wyższej Szkole Muzycznej w Krakowie w klasie fortepianu prof. Henryka Sztompki, a po jego śmierci (1964 r.) w klasie fortepianu prof. Zbigniewa Drzewieckiego w Państwowej Wyższej Szkole Muzycznej w Warszawie, którą ukończyła dyplomem w roku 1967. Przez kilkanaście lat prowadziła ożywioną działalność pianistyczną (koncerty, nagrania dla BBC, praca pedagogiczna), by w połowie lat 70. połączyć ją z twórczością literacką. Debiutowała w 1975 roku tomem opowiadań Pełzając.
W roku 1948 zagrała rolę Marysi w filmie Powrót w reżyserii Bořivoja Zemana.
Pochowana jest na nowym cmentarzu żydowskim przy ulicy Miodowej w Krakowie.

## Wybrana twórczość
- 2000: Ciała astralne
- 1998: Kleszcze
- 1991: Muzeum zatrzymanego ruchu
- 1987: Biała plama
- 1978: Paprochy
- 1975: Pełzając